# エンダー・インシアーテ
- エンデル・インシアルテ

エンダー・デービッド・インシアーテ・モンティーエル（Ender David Inciarte Montiel, 1990年10月29日 - ）は、ベネズエラのスリア州マラカイボ出身のプロ野球選手（外野手）。左投左打。現在は、フリーエージェント（FA）。

## 経歴

### プロ入りとダイヤモンドバックス時代

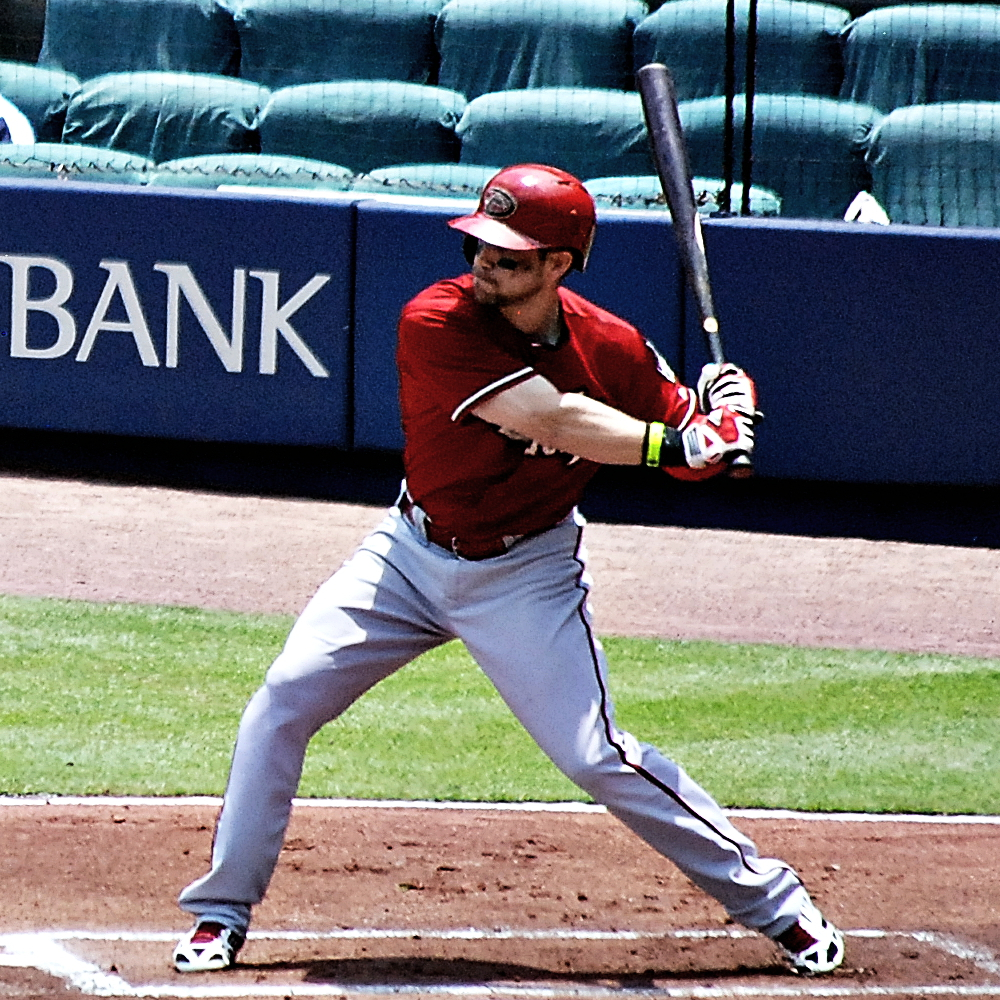
アリゾナ・ダイヤモンドバックス時代
（2014年7月6日）

2008年にアリゾナ・ダイヤモンドバックスと契約。ルーキー級ドミニカン・サマーリーグ・ダイヤモンドバックス・レッズで62試合に出場し、打率.300・18打点・22盗塁だった。
2009年はパイオニアリーグのルーキー級ミズーラ・オスプレイで66試合に出場し、打率.325・1本塁打・22打点・10盗塁だった。
2010年はA-級ヤキマ・ベアーズとA級サウスベンド・シルバーホークスでプレー。A級サウスベンドでは66試合に出場し、打率.225・1本塁打・20打点・5盗塁だった。
2011年はA級サウスベンドで116試合に出場し、打率.262・1本塁打・25打点・26盗塁だった。
2012年はA級サウスベンドで65試合に出場し、打率.293・1本塁打・30打点・18盗塁だった。6月にA+級バイセイリア・ローハイドへ昇格。62試合に出場し、打率.319・1本塁打・17打点・28盗塁だった。オフの12月に行われたルール・ファイブ・ドラフトでフィラデルフィア・フィリーズから指名され移籍。
2013年4月2日に戦力外となり、4月4日にルール・ファイブ・ドラフトの規定によりダイヤモンドバックスへ復帰。この年はAA級モービル・ベイベアーズで127試合に出場し、打率.281・5本塁打・25打点・43盗塁だった。オフの11月20日にダイヤモンドバックスとメジャー契約を結んだ。
2014年3月3日にダイヤモンドバックスと1年契約に合意し、3月9日にAAA級リノ・エーシズへ配属され、そのまま開幕を迎えた。AAA級リノでは26試合に出場。打率.312・2本塁打・12打点・7盗塁と好成績を残し、4月30日にメジャーへ昇格した。5月2日のサンディエゴ・パドレス戦でメジャーデビュー。8番・中堅で先発起用され、4打数1安打1三振だった。その後は怪我で欠場していた中堅手・A.J.ポロックの代役として出場するも、打率は1割台が続き、ポロック復帰後は守備要員としての起用が増えた。6月1日にポロックが故障者リスト入りすると、中堅の守備を奪取。6月下旬からは1番打者に固定された。9月にはポロックが復帰したため、左翼手へ転向した。この年は118試合に出場し、打率.278・4本塁打・27打点・19盗塁（成功率86.4%、リーグ3位）だった。
2015年は開幕ロースター入りしたが、右翼手のマーク・トランボや、インシアーテと同じメジャー2年目のデビッド・ペラルタとの外野手争いもあり、開幕後は定位置を確保できない日々が続いた。6月16日に右ハムストリングを痛め、15日間の故障者リスト入りし、7月17日に復帰。復帰後は三塁から右翼へ転向したヤズマニー・トマスが活躍していたため、右翼と左翼を兼任していたが、8月下旬から打率3割前後をキープし、9月中旬には右翼の定位置に就いた。この年は132試合に出場して規定打席に到達し、打率.303（リーグ9位）・6本塁打・45打点・21盗塁（成功率67.7%）、1三振あたりの打数が9.0（リーグ5位）だった。

### ブレーブス時代
2015年12月9日にシェルビー・ミラー、ゲーブ・スパイアーとのトレードで、ダンズビー・スワンソン、アーロン・ブレアーと共にアトランタ・ブレーブスへ移籍した。
2016年開幕から1番打者で先発出場し、出場した試合の半分以上（76試合）は1番として出場した。前年から打率は少し下げた（.291）ものの、出塁率は.351、3本塁打・29打点・16盗塁（成功率70.0%）・1三振あたりの打数は7.7（リーグ7位）。オフにゴールドグラブ賞（中堅手部門）を初受賞。
2017年開幕前の2月8日に第4回ワールド・ベースボール・クラシック(WBC)のベネズエラ代表に選出された。シーズンでは5月22日のピッツバーグ・パイレーツ戦で自己最多の1試合5安打を記録した。6月6日のフィリーズ戦で通算500安打を達成した。9月26日のメッツ戦で球団史上4人目となるシーズン200本安打を記録した。シーズン終了後、2年連続のゴールドグラブ賞（中堅手部門）を受賞した。
2018年には3年連続のゴールドグラブ賞を受賞。
2019年は故障により65試合の出場にとどまった。
2021年7月24日にDFAとなり、29日に自由契約となった。

### レッズ傘下時代
2021年8月5日にシンシナティ・レッズとマイナー契約を結んだ。9月7日に自由契約となった。

### ヤンキース傘下時代
2021年12月15日にニューヨーク・ヤンキースとマイナー契約を結んだ。
2022年は傘下のAAA級スクラントン・ウィルクスバリ・レイルライダースで開幕を迎えた。メジャーへの昇格がないまま、6月15日に自由契約となった。

### メッツ時代
2022年6月20日にニューヨーク・メッツとマイナー契約を結んだ。28日にメジャー契約を結びアクティブ・ロースター入りした。7月14日にDFAとなった。

## 詳細情報

### 年度別打撃成績
| 年 度    | 球 団    | 試 合 | 打 席 | 打 数 | 得 点 | 安 打 | 二 塁 打 | 三 塁 打 | 本 塁 打 | 塁 打 | 打 点 | 盗 塁 | 盗 塁 死 | 犠 打 | 犠 飛 | 四 球 | 敬 遠 | 死 球 | 三 振 | 併 殺 打 | 打 率 | 出 塁 率 | 長 打 率 | O P S |
| -------- | -------- | ----- | ----- | ----- | ----- | ----- | -------- | -------- | -------- | ----- | ----- | ----- | -------- | ----- | ----- | ----- | ----- | ----- | ----- | -------- | ----- | -------- | -------- | ----- |
| 2014     | ARI      | 118   | 447   | 418   | 54    | 116   | 18       | 2        | 4        | 150   | 27    | 19    | 3        | 4     | 0     | 25    | 0     | 0     | 53    | 3        | .278  | .318     | .359     | .677  |
| 2015     | ARI      | 132   | 561   | 524   | 73    | 159   | 27       | 5        | 6        | 214   | 45    | 21    | 10       | 2     | 5     | 26    | 0     | 4     | 58    | 8        | .303  | .338     | .408     | .747  |
| 2016     | ATL      | 131   | 578   | 522   | 85    | 152   | 24       | 7        | 3        | 199   | 29    | 16    | 7        | 5     | 2     | 45    | 5     | 4     | 68    | 8        | .291  | .351     | .381     | .732  |
| 2017     | ATL      | 157   | 718   | 662   | 93    | 201   | 27       | 5        | 11       | 271   | 57    | 22    | 9        | 3     | 4     | 49    | 3     | 0     | 94    | 8        | .304  | .350     | .409     | .759  |
| 2018     | ATL      | 156   | 660   | 597   | 83    | 158   | 27       | 6        | 10       | 227   | 61    | 28    | 14       | 4     | 4     | 49    | 1     | 6     | 86    | 6        | .265  | .325     | .380     | .705  |
| 2019     | ATL      | 65    | 230   | 199   | 30    | 49    | 11       | 2        | 5        | 79    | 24    | 7     | 1        | 0     | 1     | 26    | 2     | 4     | 41    | 1        | .246  | .343     | .397     | .740  |
| 2020     | ATL      | 46    | 131   | 116   | 17    | 22    | 2        | 1        | 1        | 29    | 10    | 4     | 1        | 1     | 2     | 12    | 0     | 0     | 25    | 0        | .190  | .262     | .250     | .512  |
| 2021     | ATL      | 52    | 89    | 79    | 11    | 17    | 2        | 0        | 2        | 25    | 10    | 1     | 0        | 2     | 1     | 7     | 0     | 0     | 22    | 1        | .215  | .276     | .316     | .592  |
| 2022     | NYM      | 11    | 8     | 8     | 1     | 1     | 0        | 0        | 0        | 1     | 0     | 0     | 0        | 0     | 0     | 0     | 0     | 0     | 0     | 0        | .125  | .125     | .125     | .250  |
| MLB：9年 | MLB：9年 | 868   | 3422  | 3125  | 447   | 875   | 138      | 28       | 42       | 1195  | 263   | 118   | 45       | 21    | 19    | 239   | 11    | 18    | 447   | 35       | .280  | .333     | .382     | .715  |

- 2022年度シーズン終了時
- 各年度の太字はリーグ最高

### 年度別守備成績
| 年 度 | 球 団 | 左翼（LF） | 左翼（LF） | 左翼（LF） | 左翼（LF） | 左翼（LF） | 左翼（LF） | 中堅（CF） | 中堅（CF） | 中堅（CF） | 中堅（CF） | 中堅（CF） | 中堅（CF） | 右翼（RF） | 右翼（RF） | 右翼（RF） | 右翼（RF） | 右翼（RF） | 右翼（RF） |
| 年 度 | 球 団 | 試 合      | 刺 殺      | 補 殺      | 失 策      | 併 殺      | 守 備 率   | 試 合      | 刺 殺      | 補 殺      | 失 策      | 併 殺      | 守 備 率   | 試 合      | 刺 殺      | 補 殺      | 失 策      | 併 殺      | 守 備 率   |
| ----- | ----- | ---------- | ---------- | ---------- | ---------- | ---------- | ---------- | ---------- | ---------- | ---------- | ---------- | ---------- | ---------- | ---------- | ---------- | ---------- | ---------- | ---------- | ---------- |
| 2014  | ARI   | 37         | 67         | 2          | 2          | 0          | .972       | 76         | 198        | 8          | 2          | 0          | .990       | 1          | 1          | 0          | 1          | 0          | .500       |
| 2015  | ARI   | 47         | 97         | 4          | 2          | 1          | .981       | 22         | 44         | 2          | 1          | 0          | .979       | 77         | 113        | 4          | 3          | 1          | .975       |
| 2016  | ATL   | 10         | 19         | 2          | 1          | 0          | .955       | 120        | 332        | 12         | 3          | 4          | .991       | -          | -          | -          | -          | -          | -          |
| 2017  | ATL   | -          | -          | -          | -          | -          | -          | 156        | 410        | 7          | 3          | 0          | .993       | -          | -          | -          | -          | -          | -          |
| 2018  | ATL   | -          | -          | -          | -          | -          | -          | 155        | 380        | 6          | 5          | 3          | .987       | -          | -          | -          | -          | -          | -          |
| 2019  | ATL   | -          | -          | -          | -          | -          | -          | 63         | 143        | 2          | 1          | 0          | .993       | -          | -          | -          | -          | -          | -          |
| 2020  | ATL   | -          | -          | -          | -          | -          | -          | 46         | 70         | 1          | 1          | 0          | .986       | -          | -          | -          | -          | -          | -          |
| 2021  | ATL   | 4          | 0          | 0          | 0          | 0          |            | 37         | 58         | 1          | 0          | 0          | 1.000      | -          | -          | -          | -          | -          | -          |
| 2022  | NYM   | 6          | 4          | 0          | 0          | 0          | 1.000      | 2          | 0          | 0          | 0          | 0          |            | 2          | 5          | 0          | 0          | 0          | 1.000      |
| MLB   | MLB   | 104        | 187        | 8          | 5          | 1          | .975       | 677        | 1635       | 39         | 16         | 8          | .991       | 80         | 119        | 4          | 4          | 1          | .969       |

- 2022年度シーズン終了時
- 各年度の太字はリーグ最高
- 各年度の太字年はゴールドグラブ賞受賞年

### 表彰
- ゴールドグラブ賞：3回（中堅手部門、2016年-2018年）
- フィールディング・バイブル・アワード：1回（複数ポジション部門、2015年）

### 記録
- MLBオールスターゲーム選出：1回（2017年）

### 背番号
- 5（2014年 - 2015年）
- 11（2016年 - 2021年）
- 22（2022年 - ）

### 代表歴
- 2017 ワールド・ベースボール・クラシック・ベネズエラ代表